# Damián Bariš
Damián Bariš (sinh 9 tháng 12 năm 1994) là một tiền vệ bóng đá Slovakia hiện tại thi đấu cho câu lạc bộ Fortuna Liga FC ViOn Zlaté Moravce, mượn từ AS Trenčín.

## Sự nghiệp câu lạc bộ

### AS Trenčín
Bariš ra mắt cho FK AS Trenčín trước ŠK Slovan Bratislava ngày 28 tháng 4 năm 2013, vào sân từ ghế dự bị thay cho Aldo Baéz.